# Castle In The Air
『Castle In The Air』（キャッスル・イン・ジ・エアー）は、日本のバンド、OCEANLANEが2007年9月7日にリリースしたアルバム。

## 解説
- 『On my way back home』、『Kiss & Kill』に続くOCEANLANEの3rdアルバム。

## 収録曲
1. Ride The Wave
詞は直江と武居の共作、作曲は直江。メインボーカルは武居。
2. Walk Along
2ndシングル『Walk Along』収録曲。
詞は直江と武居の共作、作曲は直江。メインボーカルは武居。
3. Ivory Serenade
作詞作曲とメインボーカルは武居。
4. Fighter Pilot
作詞作曲とメインボーカルは直江。
5. Get Back
詞は直江と武居の共作、作曲は直江。メインボーカルは武居。
6. Name
作詞作曲とメインボーカルは直江。
7. Absent In Spring
作詞作曲とメインボーカルは武居。
8. Bittersweet Ending
作詞作曲とメインボーカルは直江。
9. Let's Roll
作詞作曲とメインボーカルは直江。
10. Last Call
作詞作曲とメインボーカルは武居。
11. Good Night My Blue Sapphire
作詞作曲とメインボーカルは直江。
12. Tell Me Why
2ndシングル『Walk Along』収録曲。
作詞作曲とメインボーカルは武居。